# Махмуд-Шах Дуррані
Махму́д-Шах Дуррані — правитель Дурранійської імперії у 1801—1803 та 1809—1818.

## Життєпис
Народився 1769 року. Син Тимура-Шаха Дуррані і зведений брат свого попередника, Земан-шаха.
У липні 1801 став правителем Дурранійської держави, але був скинутий у 1803.
У 1809 знову стає правителем країни. Між двома періодами правління Махмуда-Шаха країною керував Шуджа-Шах Дуррані, один з його зведених братів.
Помер 18 квітня 1829.